# Way of a Gaucho
Way of a Gaucho is een Amerikaanse avonturenfilm uit 1952 onder regie van Jacques Tourneur. De film werd destijds uitgebracht onder de titel De roepstem van de pampa.

## Verhaal
In Argentinië vermoordt Martin Penalosa per ongeluk iemand in een gevecht. Om zijn celstraf te ontlopen meldt hij zich aan bij het leger. Hij deserteert echter al snel en vlucht de pampa in. Daar wordt Martin de leider van een boevenbende. Hij leert ook de aantrekkelijke Teresa Chavez kennen. Hij wil graag een rustig leventje leiden met zijn nieuwe geliefde. Dat is echter buiten het leger en de politie gerekend.

## Rolverdeling
| Acteur         | Personage          |
| -------------- | ------------------ |
| Rory Calhoun   | Martin Penalosa    |
| Gene Tierney   | Teresa Chavez      |
| Richard Boone  | Majoor Salinas     |
| Hugh Marlowe   | Don Miguel Aleondo |
| Everett Sloane | Falcon             |
| Enrique Chaico | Vader Fernández    |
| Jorge Villoldo | Valverde           |
| Ronald Dumas   | Julio              |
| Hugo Mancini   | Luitenant          |
| Néstor Yoan    | Luitenant          |